# Гераклион (Египет)
Гераклион, Гераклей (др.-греч. Ἡράκλειον), также Тонис, Фонида (Θῶνις), — древний город в Нижнем Египте близ Каноба, в устье западного рукава Нила, которое называлось Канобским или Гераклейским. В Поздний период (550—331 гг. до н. э.) — небольшой, но богатый торговый центр и важнейший порт Древнего Египта до тех пор, пока Александр Македонский не основал город Александрию в 331 году до н. э.

## Обнаружение
Обнаружен в 2000 году французским подводным археологом Франком Годьо (Franck Goddio) под водой на глубине 10 метров в заливе Абу-Кир в 6 километрах от берега в районе Александрии. Археологические работы велись Европейским институтом подводной археологии, а затем Оксфордским центром морской археологии при поддержке швейцарского фонда Hilti, а также Службой древностей Египта. Годьо и его команда обнаружили почти 14 тысяч предметов из камня, дерева и золота. Через город проходил Большой канал, связывающий две портовые гавани и ведущий в соседний город Каноб, а от него дальше — в Александрию. Храмовый комплекс в центре города на южном берегу Большого канала был обнесён стеной и посвящен фиванской триаде: Амону-Геребу, Мут и их сыну Хонсу, которого греки почитали как Геракла. В конце VIII века пришедший в упадок город был разрушен сильным землетрясением и вызванным им цунами, а затем исчез под водой вместе с городами Каноб и Менуфис (являлся одним из святилищ, посвященных культу богини Исиды).

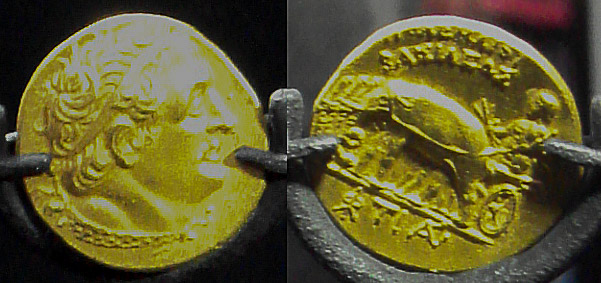
Монета Птолемея I, найденная во время подводных раскопок на месте Тонис-Гераклиона. Большой дворец в Париже

Храм Геракла в Гераклионе упоминает Геродот. Геродот описал грузовые судна египтян «барис» с парусами из папируса, с остовом из двухлоктевых брусьев из акации нильской, скреплённых деревянными гвоздями. Пазы законопачены папирусом. Руль судна проходит через киль.
Годьо и его команда обнаружили в порту Гераклиона 64 корабля — самое большое кладбище античных судов за всю историю археологии. Среди них — флотилия из 12 однотипных судов, которые построены в VI—II вв. до н. э. из древесины акации нильской. Их длина от носа до кормы составляет 26 метров. Несмотря на плоский и узкий корпус, они обладают хорошими мореходными качествами для плавания в прибрежных морских водах благодаря рулю с мощной лопастью, парусной мачте и острому килю. Детальный анализ конструкции грузового судна «Ship 17» позднего периода длиной 28 метров, обнаруженного в 2003 году командой Годьо, выполнил научный сотрудник Центра египтологических исследований (ЦЕИ) РАН Александр Александрович Белов. Он пришёл к выводу, что судно «Ship 17» представляет собой то самое судно «барис», которое и было описано Геродотом.

## Город

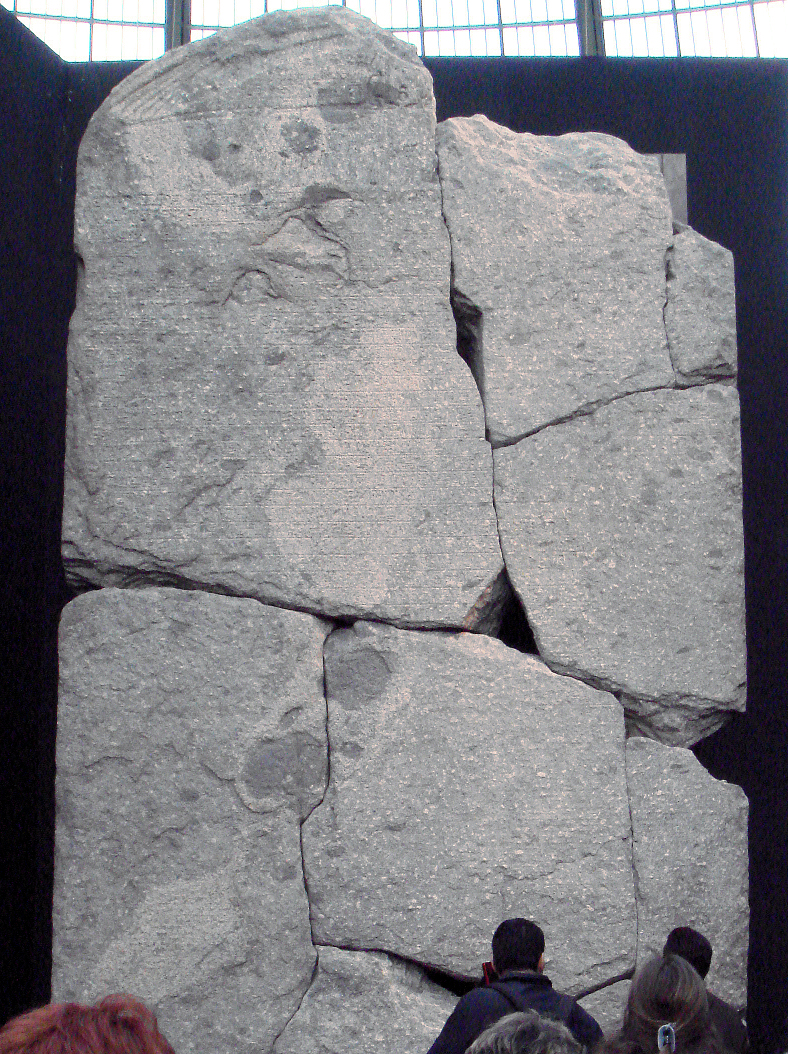
Двуязычная монументальная стела Птолемея VIII Эвергета, найденная во время подводных раскопок на месте Тонис-Гераклиона. Большой дворец в Париже

Греческий историк Диодор Сицилийский писал, что город Гераклион основал Геракл, сын Зевса. Согласно другому греческому историку, Геродоту, Елена Прекрасная и Парис попали в Гераклион, потому что буря сбила их с пути из Греции в Трою. Слуги Париса рассказали царю Тону о соблазнении и похищении Парисом Елены, жены Менелая, у которого Парис гостил в Спарте. По приказу Протея Тон схватил и отправил вверх по Нилу (в Мемфис) к Протею Париса, Елену Прекрасную, а также слуг и сокровища Париса. В версии мифа, рассказанной Еврипидом в трагедии «Елена», царём Нижнего Египта является Теоклимен, сын Протея. По Страбону город Фонида назван по имени Тона. Город, согласно Страбону, находился у мыса Зефирий (Ζεφύριον) близ современного города Абу-Кир. На мысе находился также маленький храм Афродиты Арсинои (Зефиритиды, Ζεφυρίτιδα).

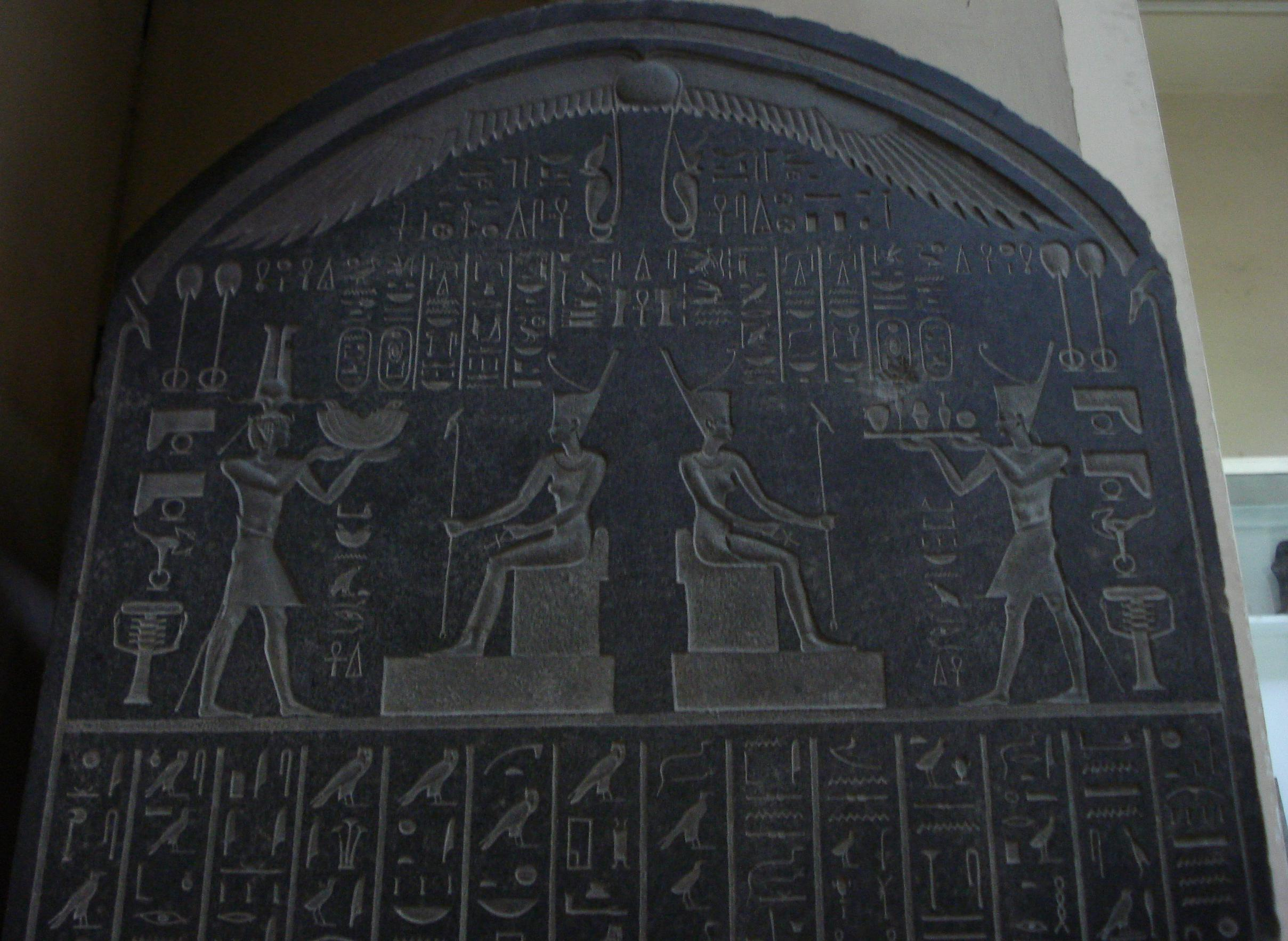
Стела, найденная во время подводных раскопок на месте Тонис-Гераклиона с указом фараона ХХХ династии Нектанеба I. Каирский египетский музей

Остатки толстых каменных стен указывают на границу территории храмового комплекса Гераклиона. Рядом с разрушенными стенами археологи нашли три статуи высотой 5 метров из розового гранита, которые предположительно были повержены в ходе землетрясения. Две статуи изображают до сих пор неизвестного фараона и его жену. Третья статуя — Хапи, бога ежегодных разливов Нила.
Двуязычная монументальная стела Птолемея VIII Эвергета, продемонстрированная 7 июня 2001 года, стояла в храмовом комплексе Гераклиона. Стела весит 10 тонн, имеет 6 метров в высоту и 3 метра в ширину. Когда её обнаружили, она была разбита на 15 фрагментов. Стела была установлена где-то между 141/140 и 131 или 124 и 116 годами до н. э. Поверхность стелы повреждена, греческий текст не может быть прочитан, но большую часть египетского иероглифического письма можно дешифровать и интерпретировать. В ней говорится о местных делах жрецов Гераклиона.
Двухметровая чёрная гранитная стела — почти полная копия так называемой Навкратийской стелы, найденной в 1899 году в Навкратисе. Это первый случай дублирования стел в египтологии. Навкратийская стела, которая сейчас находится в Каирском египетском музее, содержит текст указа фараона ХХХ династии Нектанеба I (378—361 годы до н. э.), основателя династии. Этим указом вводился порядок взимания 10 % пошлины с греческих ремесленников и товаров в Навкратисе и Тонисе (деньги направлялись на строительство храма богине Нейт). Текст заканчивается словами: "И сказал его Величество: «Пусть это будет высечено на стеле, воздвигнутой в Навкратисе, на берегу канала Ану». Найденная стела не отличается от первой ничем, за исключением последнего предложения, в котором говорится: "И сказал его Величество: «Пусть это будет высечено на стеле, установленной на входе в греческое море в Гераклионе-Тонисе».